# Zaharije Ostojić
Zaharije Ostojić (em sérvio:  Захарије Остојић; 1907 – Abril de 1945) foi um oficial militar montenegrino-sérvio e iugoslavo que serviu como chefe dos ramos operacionais, organizacionais e de inteligência do Comando Supremo de Chetnik liderado por Draža Mihailović na Iugoslávia durante a Segunda Guerra Mundial. Ele era major da Força Aérea do Exército Real Iugoslavo antes da invasão da Iugoslávia pelo Eixo e esteve envolvido no golpe que depôs o Príncipe Paulo em 27 de março de 1941. Após o golpe, ele acompanhou o príncipe Paulo ao exílio na Grécia e esteve no Cairo durante a invasão em abril. Em setembro de 1941, ele desembarcou na costa da província italiana de Montenegro junto com o oficial executivo de operações especiais britânico, capitão Bill Hudson, e dois companheiros. Ele escoltou Hudson até o território da Sérvia ocupado pelos alemães e o apresentou ao líder partidário iugoslavo Josip Broz Tito em Užice, depois acompanhou Hudson até Ravna Gora para se encontrar com Mihailović. Ostojić logo se tornou chefe do Estado-Maior de Mihailović e, após a tentativa alemã de capturar o líder Chetnik durante a Operação Mihailović em dezembro de 1941, trouxe o estado-maior do Comando Supremo de Chetnik para Montenegro, onde se reuniram com Mihailović em junho de 1942. Durante o resto de 1942, Ostojić lançou um contra-ataque contra as tropas Ustaše do Estado Independente da Croácia que regressavam à cidade de Foča, no leste da Bósnia, onde se esperava que continuassem as suas políticas genocidas anti-sérvias. Cerca de 2.000 muçulmanos locais foram posteriormente mortos na cidade por forças sob o comando de Ostojić. Ostojić mais tarde supervisionou massacres em grande escala de civis e incêndios de aldeias muçulmanas na região fronteiriça entre Montenegro e Sandžak.
Embora os Chetniks fossem um movimento anti-Eixo nos seus objectivos de longo alcance e se envolvessem em actividades de resistência marginais durante períodos limitados, também realizaram durante quase toda a guerra uma colaboração táctica ou selectiva com as autoridades de ocupação contra os Partidários. Isto foi demonstrado no final de 1942 e início de 1943, quando Ostojić planejou e supervisionou o envolvimento de Chetnik na grande ofensiva antipartidária do Eixo, Caso Branco, ao lado das tropas italianas. Em 1944, tornou-se líder das forças Chetnik na Herzegovina, e juntamente com Dobroslav Jevđević esteve envolvido nas tentativas de chegar a um acordo com as forças Aliadas. No final de 1944, quando os Partidários reforçaram o seu controlo sobre o país e o Exército Vermelho Soviético ajudou na captura de Belgrado, ele juntou-se a Mihailović no nordeste da Bósnia, mas não conseguiram chegar a acordo sobre que curso de acção tomar, continuar a lutar contra os Partidários ou tentar fugir da Iugoslávia. Ostojić, juntamente com os líderes do Chetnik, Pavle Đurišić e Petar Baćović, e o ideólogo do Chetnik, Dragiša Vasić, decidiram mover-se para oeste, para a área do Ljubljana Gap, na atual Eslovênia, onde outras forças colaboracionistas se concentravam. No início de abril de 1945, diante de ataques dos Partidários e das Forças Armadas do Estado Independente da Croácia (em croata:  Hrvatske oružane snage, HOS) ao longo de sua rota, a força combinada Chetnik foi derrotada pelas forças HOS na Batalha do Campo de Lijevče, após a qual Ostojić foi capturado pelos Ustaše em uma aparente armadilha. Ele foi morto ao lado de Đurišić, Baćović e Vasić.

## Biografia
Zaharije Ostojić era um sérvio montenegrino,  e nasceu em 1907 na aldeia de Gluhi Do, no distrito de Crmnica, perto do porto adriático de Bar, no Principado de Montenegro.  Em 1910, o principado tornou-se o Reino de Montenegro, e após a Primeira Guerra Mundial, tornou-se parte do Reino dos Sérvios, Croatas e Eslovenos, e em 1929, do Reino da Iugoslávia.  Depois de completar seus estudos, Ostojić ingressou na Força Aérea Real Iugoslava e antes da eclosão da Segunda Guerra Mundial ascendeu ao posto de major. Pouco mais foi registrado sobre a infância de Ostojić, mas sua irmã era casada com o Brigadni đeneral do Exército Real Iugoslavo  Ljubo Novaković, outro sérvio montenegrino que, como Ostojić, mais tarde se tornou comandante Chetnik durante a Segunda Guerra Mundial. 

## Cairo e Retorno
Após a eclosão da Segunda Guerra Mundial em setembro de 1939, o governo do Príncipe Regente Paulo da Iugoslávia declarou sua neutralidade.  Apesar disso, e com o objectivo de assegurar o seu flanco sul para a iminente invasão da União Soviética, Adolf Hitler começou a exercer forte pressão sobre a Jugoslávia para assinar o Pacto Tripartite e juntar-se ao Eixo . Após algum atraso, o governo iugoslavo assinou condicionalmente o Pacto em 25 de março de 1941. Dois dias depois, um golpe de estado supostamente anti-Eixo sem derramamento de sangue depôs o príncipe Paulo e declarou maior de idade o príncipe Pedro II da Iugoslávia, de 17 anos.  Ostojić tinha uma relação estreita com um dos principais instigadores do golpe, o vice-comandante do JKRV, Brigadni đeneral Borivoje Mirković, e esteve pessoalmente envolvido no golpe. Ostojić acompanhou o príncipe Paulo ao exílio na Grécia e depois viajou para o Cairo. 
Após a subsequente invasão da Iugoslávia liderada pelos alemães e a capitulação iugoslava 11 dias depois, Ostojić permaneceu no Cairo até ser selecionado para se juntar a uma equipe executiva de operações especiais britânica-iugoslava que se infiltraria na Iugoslávia ocupada e faria contato com grupos de resistência. Os demais membros da equipe foram: Capitão Bill Hudson; um colega oficial do JKRV, Major Mirko Lalatović; e um operador de rádio. Eles voaram do Cairo para Malta em 13 de setembro de 1941, antes de desembarcarem do submarino britânico HMS Triumph na costa da província italiana de Montenegro, perto de Petrovac, entre 20 e 22 de setembro de 1941.  Eles rapidamente entraram em contato com os comunistas - liderou guerrilheiros montenegrinos, incluindo Milovan Đilas e Arso Jovanović, que escoltaram Hudson e Ostojić até Užice, controlada pelos guerrilheiros, no território da Sérvia ocupado pelos alemães.  Enquanto Hudson se familiarizava com os guerrilheiros, Ostojić visitou o quartel-general do líder Chetnik Pukovnik  Draža Mihailović em Ravna Gora. Depois de informar Mihailović, Ostojić voltou para escoltar Hudson até Ravna Gora, chegando lá em 25 de outubro. Quando chegou pela primeira vez a Ravna Gora, Ostojić entregou uma mensagem a Mihailović do Ministro da Guerra do governo iugoslavo no exílio, Armijski đeneral  Bogoljub Ilić, assegurando-lhe o apoio oficial do governo no exílio, mas afirmando que “uma rebelião não seria tolerada”.    Ostojić também disse a Mihailović que os comunistas haviam assumido o controle de Montenegro.  Ostojić e Lalatović assumiram então cargos de alto escalão no quartel-general do comando supremo de Mihailović. 
Desde o início, a estratégia do Chetnik consistia em organizar e aumentar a sua força, mas adiar as operações armadas contra as forças de ocupação até que estas se retirassem face a um esperado desembarque dos Aliados Ocidentais na Iugoslávia.   Os Chetniks aderiram sem entusiasmo ao levante inicialmente bem-sucedido iniciado pelos partidários na Sérvia depois que ele começou em julho de 1941,  mas quase assim que o fizeram, tornou-se evidente que os objetivos dos dois movimentos eram demasiado diferentes para qualquer cooperação real.  Assim que Mihailović percebeu que o objetivo dos Partidários era recriar a Iugoslávia ao longo de linhas multiétnicas e comunistas,  o que se opunha diretamente ao objetivo principal dos Chetniks de criar uma "Grande Sérvia",  com um planejado De regresso à monarquia e à hegemonia sérvia, determinaram que os guerrilheiros eram o seu principal inimigo e estavam dispostos a aliar-se a qualquer pessoa que os ajudasse a derrotar os guerrilheiros, incluindo as potências ocupantes e aqueles que colaboravam com eles, como o fascista Ustaše no estado-fantoche do Eixo, o Estado Independente da Croácia.  Em 1 de Novembro, os Chetniks atacaram sem sucesso o quartel-general dos Partidários em Užice e, a partir de então, a hostilidade entre os dois movimentos espalhou-se gradualmente do território ocupado da Sérvia para o resto da Iugoslávia. 

## Mudança para Montenegro
Após as bem-sucedidas operações de contrainsurgência alemãs Uzice e Mihailovic, e a ruptura com os guerrilheiros, Mihailović fugiu no início de dezembro de 1941. Ostojić manteve um pequeno quartel-general composto principalmente pela equipe de inteligência, que permaneceu perto de Mihailović e de sua pequena equipe pessoal enquanto ele se deslocava pela área da montanha Rudnik durante o resto do inverno, terminando em fevereiro de 1942. Mihailović finalmente seguiu para Montenegro, onde chegou em junho de 1942. Ostojić, Hudson e outros oficiais juntaram-se a ele logo depois, viajando por cidades controladas pelos italianos em caminhões disfarçados de tropas do regime de Nedić, um governo fantoche no território da Sérvia ocupado pelos alemães.   Por esta altura, o movimento Chetnik tinha determinado não lutar contra os alemães,  e começou a colaborar com o regime de Nedić logo depois de atacarem os guerrilheiros em Užice.  Quando Mihailović chegou ao Montenegro, uma proporção crescente de destacamentos Chetnik em toda a Jugoslávia também colaborava com os italianos no Montenegro e nas áreas do NDH que ocupavam. 
Numa carta directiva datada de 30 de julho de 1942, Ostojić instou todos os comandantes Chetnik a "desenvolverem a propaganda oral e escrita mais forte possível". Afirmou que “o povo deve ser persuadido de que os Chetniks são os seus únicos amigos e que é deles que podem esperar liberdade e uma vida feliz” e instruiu os Chetniks a “trabalhar dia e noite e manter o espírito do povo ". Ele escreveu: “a hora da liberdade está próxima. A ajuda aliada aos Chetniks está garantida e o mundo inteiro os admira."  Em agosto, ele lançou um contra-ataque contra as tropas Ustaše que retornavam a Foča enquanto os italianos retiravam suas guarnições do interior. Os Chetniks temiam que os Ustaše estivessem prestes a desencadear outra rodada de violência genocida contra a população sérvia da região.  Depois de ocuparem a cidade, pelo menos 2.000 muçulmanos locais foram mortos em Foča por forças sob o comando de Ostojić.  O comandante Chetnik no leste da Bósnia e Herzegovina, Petar Baćović, relatou o massacre a Mihailović. O historiador Marko Attila Hoare afirma que este massacre fez parte de um "esforço sistemático para exterminar ou expulsar a população muçulmana e croata" de partes da Iugoslávia que fariam parte da Grande Sérvia.  O historiador Jozo Tomasevich concorda, observando que a expulsão da população não-sérvia desta e de outras áreas foi feita na prossecução da principal ideologia Chetnik de alcançar uma Grande Sérvia etnicamente homogénea. 
De acordo com a ideologia da Grande Sérvia dos Chetniks,  em novembro de 1942, Ostojić foi encorajado por Mihailović a travar uma campanha de terror contra a população muçulmana que vivia ao longo das fronteiras de Montenegro e Sandžak, e posteriormente relatou que os Chetniks haviam destruído 21 aldeias e matou cerca de 1.300 pessoas.  Entre 30 de novembro e 2 de dezembro de 1942, Ostojić representou Mihailović na Conferência de Jovens Intelectuais Chetnik de Montenegro na aldeia de Šahovići perto de Bijelo Polje em Sandžak, que também contou com a presença do líder chetnik montenegrino Pavle Đurišić.  A conferência foi dominada por Đurišić e as suas resoluções "expressavam extremismo e intolerância",  bem como uma agenda que se centrava na restauração do status quo pré-guerra na Jugoslávia, implementada nas suas fases iniciais por uma ditadura Chetnik. Também reivindicou partes do território dos vizinhos da Iugoslávia.   Durante a conferência, Ostojić tentou moderar a influência dos outros delegados. 
Chetniks de Zaharije Ostojić participaram da ação Chetnik liderada por Pavle Đurišić em srezes de Čajniče, Foča, Pljevlja e Priboj em fevereiro de 1943. contra os muçulmanos. No primeiro dia de operação, 5 de fevereiro, pelo menos 31 assentamentos foram parcial ou totalmente arrasados.  Num relatório a Draža Mihailović de 13 de fevereiro, Đurišić afirmou que os chetniks mataram 1.200 combatentes e 8.000 civis. Embora ambos os números sejam um tanto exagerados, é inegável que os chetniks queriam limpar etnicamente aquela região.  Đurišić e Ostojić deram ordens para não prejudicar a população civil antes da operação, no entanto, considerando que ninguém foi punido por crimes contra civis muçulmanos, as observações anteriores de Ostojić sobre os muçulmanos (para eliminar definitivamente os turcos) e o relatório a Mihailović, é claro organizadores da operação planejada para limpar etnicamente os muçulmanos. 

## Caso Branco
Algumas semanas após a conferência, Mihailović enviou Ostojić para estabelecer um quartel-general avançado em Kalinovik, no sudeste da Bósnia. Ostojić comandaria uma operação destinada a cercar e destruir as forças partidárias na Bósnia, que usaria unidades Chetnik servindo como auxiliares italianos na Herzegovina e Montenegro, bem como outras unidades Chetnik na região de Lika, norte da Bósnia e norte da Dalmácia.  O plano baseava-se num desembarque aliado na costa da Dalmácia, que Mihailović acreditava ser iminente. O conceito geral era que os Chetniks estabeleceriam um corredor através da zona ocupada pelos italianos do NDH até à área libertada pelos Partidários no oeste da Bósnia e Lika, neutralizando os italianos através de uma combinação de promessas vagas, encorajando-os a render-se, e desarmando-os se necessário. O plano foi finalizado no início de dezembro de 1942 na sede de Mihailović em Montenegro, e as operações foram planejadas para começar em 5 de janeiro de 1943. No entanto, o plano presumia que as forças de Mihailović estavam unificadas, o que não estava, e também que a sua autoridade se estendia a muito mais Chetniks do que na realidade. 
O que aconteceu, em vez disso, foi que os Chetniks que se preparavam para a "marcha sobre a Bósnia" foram atraídos para uma colaboração mais estreita com o Eixo durante a segunda fase do Caso Branco, que teve lugar nos vales dos rios Neretva e Rama no final de Fevereiro de 1943. Durante esta ofensiva, entre 12.000 e 15.000 Chetniks lutaram ao lado das forças italianas e, num caso, ao lado das tropas alemãs e croatas, contra os guerrilheiros.  Apesar do facto de os Chetniks serem um movimento anti-Eixo nos seus objectivos de longo alcance e terem se envolvido em actividades de resistência marginais por períodos limitados,  o seu envolvimento no Caso White é um dos exemplos mais significativos da sua estratégia táctica. ou colaboração seletiva com as forças de ocupação do Eixo.  Neste caso, os Chetniks participantes operaram como forças auxiliares legalizadas sob controle italiano.   Ostojić acreditava que ações como essas custariam aos Chetniks o apoio dos Aliados, e escreveu a Mihailović que os Aliados provavelmente teriam apoiado os Chetniks se eles estivessem mais envolvidos na luta contra a ocupação. Ostojić disse a Mihailović que os seus oficiais também tinham esta opinião e propuseram que a colaboração de Chetnik fosse reconsiderada. No entanto, ao receber a mensagem de Ostojić, Mihailović nem sequer pensou em mudar de estratégia. 
Rejeitado, Ostojić elaborou um plano de acordo com as ordens de Mihailović, que exigia que os chetniks permanecessem ao sul e a leste do Neretva para evitar serem flanqueados pelos guerrilheiros. No entanto, esta estratégia essencialmente defensiva foi rejeitada pelos comandantes do Chetnik da Herzegovina, como Dobroslav Jevđević e Bajo Stanišić, que desejavam seguir a estratégia ofensiva liderada pelo Eixo. Isto colocou Ostojić numa posição muito difícil, com alguns dos seus principais comandantes de destacamento seguindo as ordens dos italianos em vez das suas, enquanto os chetniks dependiam do apoio aéreo e da artilharia italiana, particularmente em torno de Jablanica.  Ostojić posteriormente mudou de ideia e apoiou os planos ofensivos italianos, lançando um ataque com o objetivo de impedir a retirada dos guerrilheiros de Jablanica para Prozor em 27 de fevereiro de 1943. O ataque foi indeciso e Ostojić repreendeu os comandantes do destacamento responsáveis, especialmente Stanišić. 
Durante esta fase, Ostojić primeiro pediu a Jevđević que obtivesse mais suprimentos dos italianos e depois, quando eles recusaram, ameaçou declarar guerra contra eles.  No início de março, no momento em que os guerrilheiros forçavam uma travessia para o leste através do Neretva em Jablanica, Mihailović juntou-se a Ostojić. Numa carta a um dos seus outros comandantes montenegrinos do Chetnik, Mihailović afirmou que estava a gerir toda a operação através de Ostojić, embora Mihailović mais tarde tenha negado que estava no comando da operação quando questionado durante o seu julgamento por um tribunal jugoslavo após a guerra.  Mihailović e Ostojić perceberam que as grandes concentrações de tropas Chetnik dentro e ao redor de Mostar e das minas de bauxita próximas provavelmente chamariam a atenção alemã e, embora estivessem focados nesta questão, os guerrilheiros completaram a travessia do Neretva em meados de Marchar. 
Duas semanas após a chegada de Mihailović, os guerrilheiros forçaram os Chetniks a retirar-se, perdendo Nevesinje e depois Kalinovik para eles antes do final de março. Durante os combates, os comandantes do Chetnik foram indisciplinados e não cooperaram, fazendo com que Ostojić os ameaçasse com cortes marciais e execução sumária. Mihailović ordenou que Ostojić puxasse os Chetniks de volta para posições na linha dos rios Drina - Piva, cerca de 80-90km ao sudeste de Jablanica. A essa altura, os Chetniks haviam sofrido pesadas perdas e os guerrilheiros romperam a linha de defesa combinada ítalo-Chetnik no início de abril.  Em um relatório datado de novembro de 1944,  muito depois de os britânicos terem retirado seu apoio aos Chetniks devido à sua colaboração e inação contra os ocupantes,  o coronel Bill Bailey, o oficial de ligação britânico sênior com os Chetniks na época do Caso White afirmou que tanto Ostojić quanto o Major Vojislav Lukačević foram muito críticos do "manejo tático imprudente, embora corajoso" de Mihailović das forças de Chetnik durante o Caso White, que "contribuiu em grande parte para o fracasso das operações".  O próprio Ostojić não possuía a autoridade necessária com os seus comandantes subordinados, tinha sido incapaz de lidar com a situação em rápida mudança, tinha inicialmente adoptado uma estratégia defensiva impopular e ineficaz e depois culpou os comandantes do destacamento pelos fracassos de Chetnik. 

## 1943–1944
Em julho de 1943, o líder partidário montenegrino Đilas contactou Ostojić e Baćović para estabelecer a sua vontade de trabalhar em conjunto contra os ocupantes do Eixo, visto que um novo governo no exílio estava prestes a ser estabelecido sem Mihailović. Eles relataram esse contato a Mihailović, que ameaçou excluí-los de sua organização Chetnik se mantivessem contato com os guerrilheiros. 
Em outubro de 1943, as tropas Chetnik sob o comando de Ostojić assumiram o controle de Višegrad do NDH e das forças alemãs, após o que os Chetniks massacraram a população muçulmana e, em menor grau, a população croata da cidade. Este evento foi ignorado pela historiografia iugoslava do pós-guerra porque foi um exemplo de luta bem-sucedida dos Chetniks contra as forças do Eixo, apesar da escala dos crimes dos Chetniks na cidade e nas aldeias vizinhas.  Ostojić afirmou num relatório que os assassinatos, pilhagens e roubos cometidos pelos seus soldados aconteceram contra as suas ordens, mas justificou-os com o recente massacre de algumas dezenas de sérvios em aldeias próximas. Ele ignora propositadamente uma escala muito maior de massacres em Višegrad e o facto de que as matanças duraram três dias e só foram interrompidas devido à intervenção de Albert Seitz, membro da missão americana no quartel-general de Chetnik. 
Em setembro de 1944, Ostojić foi promovido a potpukovnik  e era o comandante da área de Chetnik no leste da Bósnia. No início de setembro de 1944, como Mihailović havia sido destituído do cargo de Ministro do Exército, Marinha e Força Aérea com o fim do governo no exílio de Purić, Ostojić tentou fazer contato com as forças aliadas na Itália e concordou com Lukačević em emitir um proclamação ao povo explicando que iriam atacar os alemães. Depois de 12 de setembro de 1944, quando o rei Pedro apelou a todos na Jugoslávia para se unirem em torno de Tito, Ostojić e Baćović avisaram Mihailović que os seus homens estavam a perder a vontade de lutar contra os guerrilheiros. Preocupado com a possibilidade de os russos entregarem os chetniks aos guerrilheiros, Ostojić contatou então o oficial de ligação do Escritório de Serviços Estratégicos dos Estados Unidos com os chetniks, coronel Robert H. McDowell, mas não conseguiu providenciar para que os chetniks fossem colocados sob o comando americano.   

## Morte
Após a queda de Belgrado para o Exército Vermelho Soviético e as forças Partidárias combinadas em 20 de outubro de 1944, Mihailović e uma força de algumas centenas de seus Chetniks retiraram-se do território sérvio, cruzaram o Drina e se estabeleceram na área montanhosa de Majevica, ao norte de Tuzla, no norte. -leste da Bósnia.  Ostojić, que comandava os chetniks da Herzegovina, juntou-se a Đurišić e seus chetniks montenegrinos e juntos retiraram-se em direção a Mihailović. 
Desde o momento em que se juntou a Mihailović no nordeste da Bósnia, Đurišić criticou muito a liderança de Mihailović e defendeu fortemente que todas as tropas Chetnik restantes se mudassem para a área do Ljubljana Gap, na atual Eslovênia. Nesta altura, Ostojić e Baćović também questionavam os planos de Mihailović.  Quando Mihailović não se convenceu, Đurišić decidiu mudar-se para Ljubljana Gap independente de Mihailović, e providenciou para que as forças de Dimitrije Ljotić já no Ljubljana Gap o encontrassem perto de Bihać, no oeste da Bósnia, para ajudar em seu movimento. Quando deixou Mihailović, juntou-se a ele o ideólogo Chetnik Dragiša Vasić e os destacamentos Chetnik comandados por Ostojić e Baćović, bem como um grande número de refugiados. 
Para chegar a Bihać, Đurišić fez um acordo de salvo-conduto com elementos das Forças Armadas do Estado Independente da Croácia (em croata:  Hrvatske oružane snage, HOS) e com o separatista montenegrino Sekula Drljević. Os detalhes do acordo não são conhecidos, mas parece que Đurišić, Ostojić e Baćović e suas tropas deveriam cruzar o rio Sava para a Eslavônia, onde seriam alinhados com Drljević como o Exército Nacional Montenegrino, com Đurišić mantendo o comando operacional.  Os Chetniks, no entanto, parecem ter tentado ser mais espertos que as forças HOS e Drljević, enviando os seus doentes e feridos para o outro lado do rio, mas mantendo as suas tropas aptas a sul do rio, após o que começaram a movê-los para oeste. Assediados tanto pelas tropas do HOS quanto pelos guerrilheiros, eles chegaram ao rio Vrbas, que começaram a cruzar. Na Batalha do Campo de Lijevče, ao norte de Banja Luka, que foi travada entre 30 de março e 8 de abril de 1945, a força combinada de Chetnik foi duramente derrotada por uma forte força HOS que possuía tanques fornecidos pelos alemães. 
Após esta derrota e a deserção de uma das suas subunidades para Drljević, Đurišić foi induzido a negociar diretamente com os líderes das forças HOS sobre o futuro movimento dos Chetniks em direção ao Ljubljana Gap. No entanto, isso parece ter sido uma armadilha, pois ele foi atacado e capturado por eles a caminho da reunião. De acordo com Tomasevich, exatamente o que ocorreu após sua captura não está claro, mas Baćović, Đurišić, Vasić e Ostojić foram posteriormente mortos, juntamente com alguns padres ortodoxos sérvios e outros.   A localização do túmulo de Ostojić, se houver, é desconhecida. Tanto as forças do NDH como Drljević tinham motivos para enredar Đurišić e os que o acompanhavam. As forças do NDH foram motivadas pelo terror em massa cometido por Đurišić, Ostojić e outros contra a população muçulmana em Sandžak e no sudeste da Bósnia, enquanto Drljević se opôs ao apoio de Đurišić a uma união da Sérvia e Montenegro que ia contra o separatismo de Drljević. 

### Livros
- Dizdar, Zdravko; Sobolevski, Mihael (1999). Prešućivani četnički zločini u Hrvatskoj i u Bosni i Hercegovini 1941–1945 [Suppressed Chetnik Crimes in Croatia and Bosnia and Herzegovina 1941–1945] (em servo-croata). Zagreb, Croatia: Hrvatski institut za povijest [Croatian Institute of History]. OCLC 606588245
- Hoare, Marko Attila (2013). Bosnian Muslims in the Second World War. Oxford, UK: Oxford University Press. ISBN 978-0-231-70394-9
- Kurapovna, Marcia Christoff (2009). Shadows on the Mountain: The Allies, the Resistance, and the Rivalries that Doomed WWII Yugoslavia. New Brunswick, New Jersey: John Wiley & Sons. ISBN 978-0-47061-566-9
- Malcolm, Noel (1994). Bosnia: A Short History. New York: New York University Press. ISBN 978-0-8147-5520-4
- Milazzo, Matteo J. (1975). The Chetnik Movement & the Yugoslav Resistance. Baltimore, Maryland: Johns Hopkins University Press. ISBN 978-0-8018-1589-8
- Pajović, Radoje (1987). Pavle Đurišić (em servo-croata). Zagreb, Yugoslavia: Centar za informacije i publicitet [Center for Information and Publicity]. ISBN 978-86-7125-006-1
- Pavlowitch, Stevan K. (2007). Hitler's New Disorder: The Second World War in Yugoslavia. New York: Columbia University Press. ISBN 978-1-85065-895-5
- Redžić, Enver (2005). Bosnia and Herzegovina in the Second World War. Abingdon, UK: Routledge. ISBN 978-0-7146-5625-0
- Roberts, Walter R. (1973). Tito, Mihailović and the Allies: 1941–1945. New Brunswick, New Jersey: Rutgers University Press. ISBN 978-0-8135-0740-8
- Shelley, Fred M. (2013). Nation Shapes: The Story Behind the World's Borders. Santa Barbara, California: ABC-CLIO. ISBN 978-1-61069-106-2
- Tomasevich, Jozo (1975). War and Revolution in Yugoslavia, 1941–1945: The Chetniks. Stanford, California: Stanford University Press. ISBN 978-0-8047-0857-9
- Tomasevich, Jozo (2001). War and Revolution in Yugoslavia, 1941–1945: Occupation and Collaboration. Stanford, California: Stanford University Press. ISBN 978-0-8047-3615-2
- Trew, Simon (1998). Britain, Mihailovic and the Chetniks, 1941-42. Basingstoke, UK: Palgrave Macmillan. ISBN 978-0-230-38976-2
- Williams, Heather (2003). Parachutes, Patriots and Partisans: The Special Operations Executive and Yugoslavia, 1941–1945. Madison, Wisconsin: University of Wisconsin Press. ISBN 978-0-299-19494-9
- Radanović, Milan (2016). Kazna i zločin: Snage kolaboracije u Srbiji. Belgrade: Rosa Luxemburg Stiftung
- Živković, Milutin D. (2017). Санџак 1941–1943 [Sandžak 1941–1943] (Doctoral) (em servo-croata). Belgrade: University of Belgrade. OCLC 1242119546

### Jornais
- Hehn, Paul N. (1971). «Serbia, Croatia and Germany 1941–1945: Civil War and Revolution in the Balkans». University of Alberta. Canadian Slavonic Papers. 13 (4): 344–373. JSTOR 40866373. doi:10.1080/00085006.1971.11091249

### Websites
- Niehorster, Leo (2013). «Royal Yugoslav Armed Forces Ranks». Leo Niehorster. Consultado em 27 Fev 2016